# Leandro Lima (teólogo)
Leandro Antonio de Lima, também conhecido como Leandro Lima e L. L. Wurlitzer (pseudônimo), natural do Estado de Santa Catarina, é pastor, escritor e professor. Foi pastor da Igreja Presbiteriana de Santo Amaro e também fez parte do quadro da Igreja Presbiteriana de Jardim de Oração. Estudioso da Teologia Reformada Calvinista, escritor . Atualmente é professor na Universidade Presbiteriana Mackenzie (Centro de Pós-Graduação Andrew Jumper) e no Instituto Reformado de São Paulo, no qual é Presidente. Também é conferencista. Mora no Guarujá.
Foi apresentador, juntamente com o Augustus Nicodemus Lopes, do programa virtual chamado “Quinta Reformada”, no qual respondiam às mais diversas questões suscitadas por alunos e expectadores, além de tratarem de assuntos temáticos sob o ponto de vista da cosmovisão reformada.
Além da produção teológica, incluindo seu magnum opus intitulado “Razão da Esperança”, Leandro Lima, sob o pseudônimo L. L. Wurlitzer, escreveu as “Crônicas de Olam”, uma trilogia inspirada na Bíblia Sagrada. Está escrevendo um novo livro de ficção intitulado de HEREVEL, que se desenvolve no mesmo universo fantástico de Olam e tem previsão de lançamento para início de 2022.[carece de fontes?]

## Formação acadêmica
Bacharel em Teologia pelo Seminário Teológico Presbiteriano Reverendo José Manoel da Conceição, São Paulo e pelo Cesumar, Maringá. Mestrado em Teologia e História pelo Centro Presbiteriano de Pós-graduação Andrew Jumper, São Paulo. Mestre em Ciências da Religião pela Universidade Presbiteriana Mackenzie, São Paulo. Doutor em Letras (Literatura) pela Universidade Presbiteriana Mackenzie.
Foi professor de Teologia Sistemática no Seminário Presbiteriano Rev. José Manoel da Conceição em São Paulo.

## Livros
- Brilhe a sua luz: o cristão e os dilemas da sociedade atual (2009).
- Autor da série de estudos bíblicos: As grandes doutrinas da graça (2008).
- Razão da Esperança: Teologia para hoje (2006)
- O Futuro do Calvinismo (2010).
- As Crônicas de Olam (2018)
- A Grande Batalha Escatológica (2018)
- O Futuro do Calvinismo (2019)
- Introdução às Doutrinas da Graça
- A Vida de Jesus - Volume 1
- A Vida de Jesus – Volume 2
- Exposição de Gálatas

Pela Editora Cultura Cristã (antiga CEP).

## Artigos
- https://web.archive.org/web/20090728144007/http://www.ipsantoamaro.com.br/default.asp